# Heisala
Heisala med Ängsholmen, Ramsholm och Verkholm är en ö i Finland. Den ligger i Skärgårdshavet och i kommunen Pargas i den ekonomiska regionen  Åboland i landskapet Egentliga Finland, i den sydvästra delen av landet. Ön ligger omkring 29 kilometer söder om Åbo och omkring 150 kilometer väster om Helsingfors.
Öns area är 5,11 kvadratkilometer och dess största längd är 5,2 kilometer i öst-västlig riktning. Ön höjer sig omkring 40 meter över havsytan.

## Delöar och uddar
- Heisala 60°10′22″N 22°13′18″Ö / 60.17289°N 22.22168°Ö
- Ängsholmen 60°10′09″N 22°11′31″Ö / 60.16917°N 22.19198°Ö
- Ramsholm 60°10′05″N 22°10′46″Ö / 60.16806°N 22.1794°Ö
- Getudden 60°10′42″N 22°14′43″Ö / 60.17834°N 22.24524°Ö (udde)
- Hjälmudden 60°09′58″N 22°14′59″Ö / 60.16617°N 22.24978°Ö (udde)
- Verkholm 60°09′40″N 22°12′24″Ö / 60.16124°N 22.20675°Ö
- Yxkilsudden 60°10′18″N 22°15′36″Ö / 60.17169°N 22.25994°Ö (udde)
- Talludden 60°10′21″N 22°11′28″Ö / 60.17244°N 22.19111°Ö (udde)